# Türkische Netzwühle
Die Türkische Netzwühle (Blanus strauchi), auch Türkische Ringelwühle genannt, ist eine von drei in Europa vorkommenden Arten der Doppelschleichen (Amphisbaenia) und lebt im östlichen Mittelmeerraum.

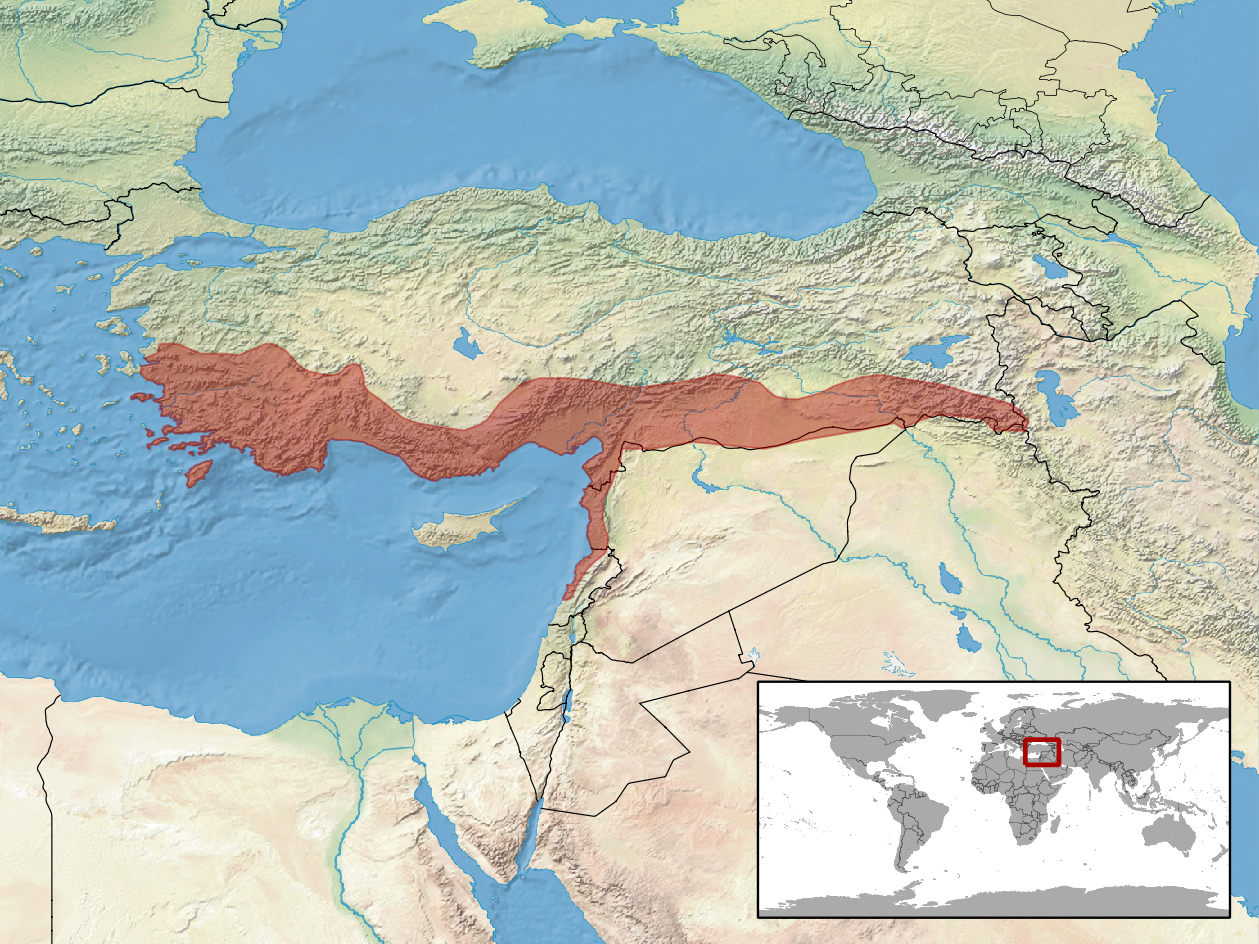
Das Verbreitungsgebiet der Türkischen Netzwühle

## Merkmale
Die Gesamtlänge beträgt bis etwa 23 cm, die Kopf-Rumpf-Länge bis 20,4 cm. Der Kopf ist nicht vom Rumpf abgesetzt. Die zurückgebildeten Augen schimmern unter der Haut durch, vor allem bei den Jungtieren. Der Körper ist insgesamt mit rechteckig bis quadratisch aussehenden, meist größeren Schuppen bedeckt, die hell gerandet sind und ringförmig den Körper umgeben. Die hellen Schuppenränder und die ebenso hellen Zwischenräume verleihen den Tieren ein netzartiges Aussehen. Die Färbung der Schuppen ist, von den hellen Rändern abgesehen, dunkel violett, rotbraun oder schwärzlich.

## Verbreitung
Die Türkische Netzwühle lebt in den südwestlichen und südlichen Küstengegenden der Türkei, ostwärts bis in den Nordirak und nach Süden hin in den Ländern Syrien, Libanon und Israel, entlang der Mittelmeerküste. In Europa lebt sie auf einigen griechischen Inseln, die der türkischen Küste vorgelagert sind, wie Rhodos, Kos, Samos, Symi, Leros, Fourni, Nisyros und Kastelorizo. In der Westtürkei lebt sie südlich von Izmir.

## Lebensraum
Die Türkische Netzwühle besiedelt offene und halboffene Lebensräume, z. B. mediterrane Busch- und Polsterpflanzenvegetation, Weidefluren, Lichtungen von Kiefernwäldern, sowie Ruinengelände. Oft findet man sie unter Steinen. Man findet die Art von Höhe des Meeresspiegels bis in etwa 1400 m Höhe.

## Lebensweise
Durch die überwiegend unterirdische Lebensweise ist nicht viel über die Art bekannt. Von Februar bis Mai und im Herbst lebt sie auch oberflächennah, während sie sich im Winter und in den heißen Sommermonaten in tiefere Bodenschichten zurückzieht.

## Gefährdung
Die IUCN listet die Art als least concern (nicht gefährdet).

## Taxonomie

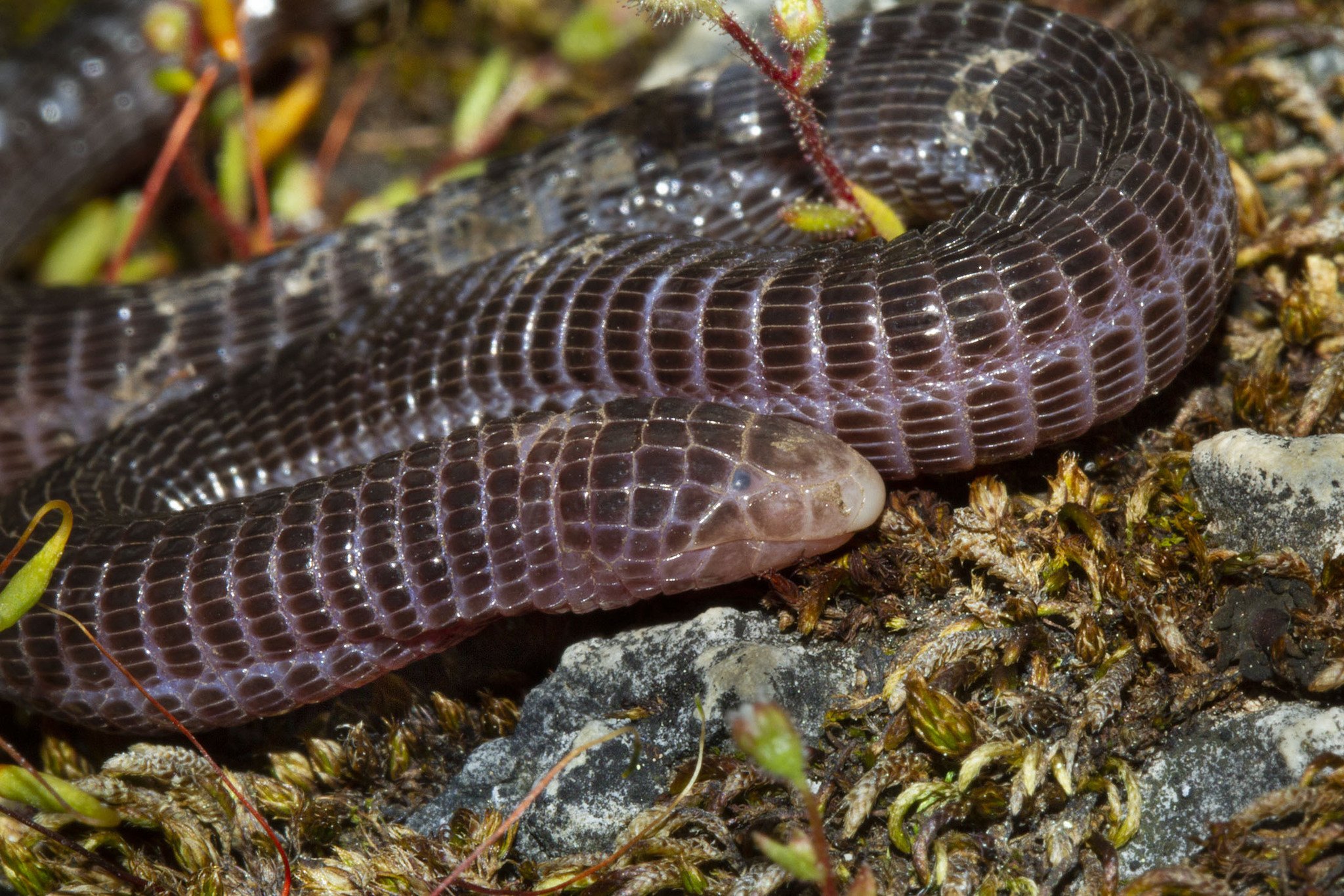
Blanus strauchi bedriagae

Der wissenschaftliche Name wurde zu Ehren des russischen Herpetologen Alexander Strauch vergeben.
Es handelt sich bei der Türkischen Netzwühle (Blanus strauchi) um einen Artenkomplex, der innerhalb des Verbreitungsgebiets mehrere morphologisch kaum oder nicht unterscheidbare Arten umfasst. Durch molekularbiologische Methoden konnten drei phylogenetisch klar abgrenzbare Kladen dargestellt werden. Im Jahr 2014 wurde die östlich verbreitete Gruppe unter dem Namen Blanus alexandri als neue Art beschrieben, eine frühere Unterart wurde als Blanus aporus zur Art erhoben und die westlich verbreitete Klade blieb als Blanus strauchi im engeren Sinne mit ihrem Verbreitungsgebiet in Griechenland und in der Türkei bis in den Nahen Osten erhalten. Für Blanus strauchi im engeren Sinn werden nach dieser Revision zwei Unterarten angegeben:
- Blanus strauchi strauchi (Bedriaga, 1884)
- Blanus strauchi bedriagae Boulenger, 1884.